# Liste du patrimoine immobilier classé de Hastière
Cette page regroupe l'ensemble du patrimoine immobilier classé de la ville belge de Hastière.
| Objet | Année de construction / Architecte | Adresse                                                                             | Section communale | Coordonnées                      | Numéro d’inventaire | Illustration |
| --- | ---------------------------------- | ----------------------------------------------------------------------------------- | ----------------- | -------------------------------- | ------------------- | --- |
| L'église abbatiale Saint-Pierre |                                    |                                                                                     | Hastière-par-delà | 50° 12′ 54″ nord, 4° 49′ 37″ est | 91142-CLT-0001-01   | L'église abbatiale Saint-Pierre |
| Moulin à eau |                                    | Rue Larifosse, n°17 (M) et ensemble formé par ce moulin et ses abords immédiats (S) | Hastière-Lavaux   | 50° 13′ 06″ nord, 4° 49′ 28″ est | 91142-CLT-0002-01   | Image manquanteTéléverser |
| Château de Freÿr et ses dépendances (M) et ensemble formé par ledit château et ses dépendances, le domaine qui les entoure et leurs abords immédiats (S)                                                       |                                    |                                                                                     | Freyr             | 50° 13′ 35″ nord, 4° 53′ 20″ est | 91142-CLT-0008-01   | Château de Freÿr et ses dépendances (M) et ensemble formé par ledit château et ses dépendances, le domaine qui les entoure et leurs abords immédiats (S)                                                       |
| Jardin classique à la française de la seconde moitié du XVIIIe siècle avec sa drève d'accès, y compris les 33 orangers en bac âgés de 300 ans, ainsi que la source des Rochettes (domaine du château de Freÿr) |                                    |                                                                                     | Freyr             | 50° 13′ 40″ nord, 4° 53′ 13″ est | 91142-CLT-0009-01   | Jardin classique à la française de la seconde moitié du XVIIIe siècle avec sa drève d'accès, y compris les 33 orangers en bac âgés de 300 ans, ainsi que la source des Rochettes (domaine du château de Freÿr) |
| Rochers de Pauquys |                                    |                                                                                     |                   | 50° 12′ 49″ nord, 4° 51′ 55″ est | 91142-CLT-0010-01   | Image manquanteTéléverser |
| Site formé par la Ranle, les Traillis et les Crétiats (+ DINANT/Falmignoul) |                                    |                                                                                     |                   | 50° 12′ 26″ nord, 4° 52′ 53″ est | 91142-CLT-0011-01   | Site formé par la Ranle, les Traillis et les Crétiats (+ DINANT/Falmignoul) |
| Presbytère Saint-Michel (façades, toitures et mur de clôture du jardin) |                                    | Rue du Charreau, n°134                                                              | Waulsort          | 50° 12′ 18″ nord, 4° 51′ 52″ est | 91142-CLT-0012-01   | Image manquanteTéléverser |
| Château de Halloy, ancienne abbaye (façades et toitures) (M) et ensemble formé par le château et ses abords (S).                                                                                               |                                    |                                                                                     | Waulsort          | 50° 12′ 24″ nord, 4° 52′ 01″ est | 91142-CLT-0013-01   | Château de Halloy, ancienne abbaye (façades et toitures) (M) et ensemble formé par le château et ses abords (S).                                                                                               |
| Rochers du Moniat (+ DINANT/Anseremme) |                                    |                                                                                     |                   | 50° 14′ 33″ nord, 4° 53′ 15″ est | 91142-CLT-0014-01   | Image manquanteTéléverser |
| Le château de Freÿr et ses dépendances (M) et ensemble formé par ledit château et ses dépendances, le domaine qui les entoure et leurs abords immédiats (S)                                                    |                                    |                                                                                     | Freyr             | 50° 13′ 35″ nord, 4° 53′ 20″ est | 91142-PEX-0001-01   | Le château de Freÿr et ses dépendances (M) et ensemble formé par ledit château et ses dépendances, le domaine qui les entoure et leurs abords immédiats (S)                                                    |
| Le jardin classique à la française du château de Freÿr |                                    |                                                                                     | Freyr             | 50° 13′ 40″ nord, 4° 53′ 13″ est | 91142-PEX-0002-01   | Le jardin classique à la française du château de Freÿr |